# Scolesa argyracantha
Scolesa argyracantha är en fjärilsart som beskrevs av Jean Baptiste Boisduval 1871/72. Scolesa argyracantha ingår i släktet Scolesa och familjen påfågelsspinnare. Inga underarter finns listade.